# 有頂天家族
『有頂天家族』（うちょうてんかぞく）は、森見登美彦による日本の小説。のちにラジオドラマ、テレビアニメ、漫画、舞台、人形芝居など幅広いメディアミックスがなされている。

## 概要
森見作品初の動物が主人公の小説で、2017年3月時点でシリーズ累計発行部数は55万部を記録している。
2008年にラジオドラマ化、2013年にテレビアニメ化され、テレビアニメは2017年に続編が放送された。2013年には漫画化されている。
2014年と2024年に二度舞台化され、2015年と2021年に二度人形芝居が上演されている。

### 有頂天家族（概要）
文芸誌『papyrus』（幻冬舎）2号（2005年10月号）から10号（2007年2月号）まで掲載され、全面改稿したものに書き下ろしを加え、同社より2007年9月25日に単行本が刊行された。本作は3部作となる予定の「たぬきシリーズ」の第1部に当たり、森見から「毛深い五男」と呼ばれている。
2010年8月5日に幻冬舎文庫版が刊行された。

### 有頂天家族 二代目の帰朝（概要）
文芸誌『papyrus』（幻冬舎）15号（2007年10月号）から23号（2009年2月号）まで「有頂天家族 第二部」として掲載され、全面改稿したものに書き下ろしを加え、『有頂天家族 二代目の帰朝』（うちょうてんかぞく にだいめのきちょう）のタイトルで同社より2015年2月26日に単行本が刊行された。
2017年4月5日に幻冬舎文庫版が刊行された。「たぬきシリーズ」の第2部に当たり、巻末に第3部の予告がなされている。

## 制作背景

### 有頂天家族（制作背景）
物語の統一感を損なうという理由から削除してしまったが、森見はデビュー作『太陽の塔』の原型に主人公の前に惚れた女性に化けた狸が現れるという設定を取り入れていた。
『太陽の塔』が評価され、日本ファンタジーノベル大賞を受賞した後も、森見は狸をモチーフにした作品を書きたいという思いを抱き続けていたが、複数の出版社との打ち合わせでその案は受け入れられず、編集者からは『太陽の塔』のような「腐れ大学生もの」への継続を求められ、『四畳半神話大系』や『夜は短し歩けよ乙女』『【新釈】走れメロス 他四篇』などを執筆している。その後、ようやく幻冬舎との出会いで、新雑誌への寄稿として狸をめぐる物語の執筆が実現する。
プロデビュー後の作品すべてで「京都の大学生」が主人公となっていた森見は、自身の作風の限界に危機感を抱いており、似非近代文学風の文体を維持しつつも、大学生以外の語り手を模索し、その解決策として狸という存在にたどり着いている。しかし狸と人間だけでは物語の厚みが足りないと感じていたところ、黒田硫黄の漫画『大日本天狗党絵詞』と出会い、それに触発され物語に天狗を登場させる発想を得て作品世界を拡張する。
「大学生ものからの脱却」と「明確な起伏を持つ物語構造」という二つの課題を掲げ、狸や天狗が跳梁跋扈する自由な京都の舞台設定の中で、自身の創作スタイルを活かしつつ、初めて本格的なストーリー性を持つ小説を完成させたという手応えを森見は感じている。

### 有頂天家族 二代目の帰朝（制作背景）
雑誌連載時、第二部の内容が第一部で作った設定上で登場人物たちを転がしているだけで、作品世界が広がった実感がないことに森見は不満を抱き、単行本化に際し全面改稿を行っている。
第二部が自著初の純然たる「続編」であること、第一部を踏まえる必要があること、第一部がアニメ化で注目を浴びていることなど、いろいろな意味でプレッシャーが大きかったが、森見は2011年の休筆からの前線復帰を焦り『聖なる怠け者の冒険』、本作、『夜行』を「デビュー10周年記念作品」と銘打ち2013年の出版を企てる。しかし結局はプレッシャーに敗北して執筆はますます難航し、出版は翌々年に延期されることになった。
第二部では手探りではなく、あらかじめ第一部よりも大きな世界を構築しておき、その構想に沿って書き上げたものである。それができたのは小説家としての「成長」と言えぬこともないが、森見は構想に縛られすぎた不完全燃焼感を残したと回顧している。
2011年に連載を中断した作品の中で、後日完成させたものは上記の「デビュー10周年記念作品」3作品と『熱帯』の計4作品のみで、これらの完成をもって2011年の後始末がようやく終わったと語る。

## あらすじ

### 有頂天家族（あらすじ）
千年の都・京都。ここでは古来より、人に化けた狸と天狗が、人間社会に紛れて暮らしていた。糺ノ森に住む狸の名門・下鴨家の父であり、狸界の頭領「偽右衛門」でもあった総一郎は、ある年の瀬に人間達に狸鍋にされ、帰らぬ狸となってしまった。
遺された「下鴨四兄弟」の三男で「面白く生きる」がモットーの矢三郎は、天狗の赤玉先生の世話をしつつ弁天の美しさに魅かれ、夷川家の金閣・銀閣と張り合うなど退屈する暇もない。長男・矢一郎は次期「偽右衛門」を目指す。しかし下鴨家は、父を狸鍋にした金曜倶楽部に狙われる。
父の死に秘められた真実が明らかになり、下鴨家の逆転劇が始まる。

### 二代目の帰朝（あらすじ）
赤玉先生の跡継ぎである二代目が、英国から帰朝する。かつて赤玉先生と争い、敗れ去った二代目の登場に狸達もざわめく。
矢一郎は南禅寺家主催の狸将棋大会を復活させ、将棋好きの南禅寺玉瀾と親しくなる。矢二郎は祖母の薬で、化ける能力を取り戻し旅に出る。矢三郎は有馬温泉で夷川早雲の最期を見届ける。
夷川家の長男・呉一郎が帰還、下鴨家と和解するが、それは恐るべき陰謀であり、下鴨家は窮地に陥る。
そして、ついに二代目と弁天の死力を尽くした決闘が始まった。

## 登場キャラクター
声の項で特記なきものはテレビアニメのキャスト。

### 狸

#### 下鴨家
下鴨神社・糺の森に暮らす狸の名門。
下鴨 矢三郎
声 - 河相我聞 （ラジオドラマ版）/ 櫻井孝宏、能登麻美子（幼少期）
主人公。下鴨家三男。
父の残した「面白きことは良きことなり！」の言葉を身上に勝手気ままに暮らしている。父の近年まれに見る化け力を兄弟の中でもっとも受け継いでおり、女子高生から達磨まで様々なものに化けることができるが、海星の前では化けの皮が剥がれることに長い間気付いていなかった。普段は男子大学生に化けている。また、「我々のみに許されたこの力で面白おかしく世を渡って何が悪いのか」とも思っている。
かつて初恋の相手・弁天と共謀し「魔王杉の事件」を起こしたが、そのことで赤玉先生には負い目を感じ、それ以来はなにかと身の回りの世話をしている。赤玉先生や矢二郎によると四兄弟の中では父に一番買われていたらしい。
下鴨 矢一郎
声 - 棚橋真典（ラジオドラマ版） / 諏訪部順一
下鴨家長男。
生真面目な性格。矢三郎に負けないくらいの化け力を持っており、特に虎によく化け「鴨虎」の通り名を持つ。普段は和服姿の若旦那風に化けている。また、父から受け継いだ絡繰り式の人力車を操ることができる。長男としての自覚が強く、亡き父のような立派な狸になるべく努力してはいるが、融通が利かない上に、緊急時になると慌てふためいて混乱してしまうなど土壇場に弱い。
亡き父の遺志を継ぐべく次期「偽右衛門」選挙に出馬している。それゆえ弟たちの不甲斐なさと（特に矢三郎の）奇行に悩まされており、揉め事を好まないが、家族を侮辱されると見境なく激怒する。
下鴨 矢二郎
声 - 知嶋大貴（ラジオドラマ版） / 吉野裕行
下鴨家次男。
普段はやる気を見せない怠け者。現在では六道珍皇寺の境内の古井戸で蛙となって隠居生活しており、井戸にこもってからは多くの天狗や狸の悩みや愚痴の聞き相手となっている。そのため、引きこもりながらも情報通であり、矢三郎の知らない情報を知っていることもある。
父親とは兄弟の中で一番仲が良く、かつては大好物の偽電気ブランを飲んで「偽叡山電車」に化け父とともに大暴れしたが、ある時酔って偽叡山電車に化けて洛中を一回りした後、自分が父を置いて先に帰宅したために父が金曜倶楽部に捕らわれてしまったことに責任を感じ、以来蛙に化けて井戸に引きこもるようになり、偽電気ブランも一度も飲んでいない。父の最後の言葉を思い出せずにいたが、矢四郎から偽電気ブランを飲まされ、再び偽叡山電車に化けて父の言葉も思い出した。
下鴨 矢四郎
声 - 伊藤圭基（ラジオドラマ版） / 中原麻衣
下鴨家四男。
普段は少年姿に化けているが、化け力を悉く兄に取られたと言われるほど化けるのが苦手で気が弱く、恐怖を感じるとすぐ狸の姿に戻ってしまう。
携帯電話の充電ができるという特技を持つ。通り名は「しっぽ丸出し君」。修業のため偽電気ブラン工場で働いており、そこで金閣・銀閣によくいじめられているが、本人はこれも修行だと割り切っている。
母（下鴨 桃仙）
声 - 山下容莉枝（ラジオドラマ版） / 井上喜久子
狸四兄弟の母。
宝塚歌劇に心酔し、「美青年には優雅な玉突きがふさわしい」という独自の観念から、タカラヅカ風美青年に変じてはビリヤード場に通う。通り名は「黒服の王子」。雷を非常に苦手としている。息子たちを心から愛しており、立派な狸であると信じて疑わない。
父（下鴨 総一郎）
声 - 鈴木林蔵（ラジオドラマ版） / 石原凡
狸四兄弟の父。
山に化けることができるほどの非凡の化け力を持っており、赤玉先生をして「狸にしておくには惜しい人物」と言わしめた。
その化け力と器の大きさから狸のみならず天狗からも一目置かれる狸であり、長年京都狸界の頭領「偽右衛門」(にせ・えもん)として狸界を束ねた偉大な狸であったが、なぜか弁天を見ると化けの皮がはがれ狸に戻ってしまう。矢三郎には「阿呆さ」、矢一郎には「責任感」、矢次郎には「呑気さ」、矢四郎には「純真さ」を多く受け継いだとされている。数年前に金曜倶楽部によって狸鍋にされて急逝した。

#### 夷川家
下鴨家と並ぶ名門で、偽電気ブランの卸元。下鴨家とはライバル関係にある。
夷川 早雲
声 - 多田木亮佑（ラジオドラマ版） / 飛田展男
夷川家の頭領。総一郎の実弟で矢三郎たちの叔父にあたり、本名は「総二郎」。
下鴨家から夷川家に婿入りしているが、下鴨家の母や矢一郎によれば、元々は彼と総一郎の父（矢三郎たちの祖父）が下鴨家と夷川家の確執解消を提案した際に事前に夷川家と示し合わせる形で婿入りしたという。実兄総一郎とは数年前から仲たがいしており、以来下鴨家とは犬猿の仲である。意地の悪い性格。次期「偽右衛門」選挙に出馬しており、偽電気ブランの卸元という立場を利用して狸界で幅をきかせている。自分の子供達に対する情はそれなりにあるものの、性格が悪い上に悪趣味なため、評判は余り良くない。
次期「偽右衛門」選挙での一連の暗躍が公になったことで失踪していたが、半年後に淀川の後任として金曜倶楽部に迎え入れられる形で姿を見せる。しかし金曜倶楽部の会席で、弁天の策略で矢三郎に布袋の座を奪われたことで逆上、鬼に化けるも天満屋に狙撃され、矢三郎に看取られながら息絶えた。
しかし狙撃から絶命までの流れはすべて天満屋と結託して偽装した自作自演であり、以降は息子の呉一郎の姿で京都に滞在していた。しかし、下鴨家との和解や天満屋と密会しているところを海星に目撃され、さらに二代目の空気銃を矢四郎に譲渡した彼の実験室に置き、下鴨家に自分の暗殺の罪を擦り付けようとし、矢一郎の偽右衛門就任を阻止しようとするも直前に正体が露呈、天満屋から買い取った空気銃が偽物だったこともあり居合わせた天満屋に怒りをぶつけるも、弁天が地獄絵から呼び出した鬼によって、2人揃って地獄へ落とされた。
金閣・銀閣
声 - 長尾武典（金閣）、貞方秀紀（銀閣）（ラジオドラマ版） / 西地修哉（金閣）、畠山航輔（銀閣）
早雲の双子の息子で、矢三郎たちの従兄弟。本名を呉二郎・呉三郎というが、専ら金閣・銀閣と呼ばれ、本名で呼ばれることはない。金閣が兄で銀閣が弟。銀閣は兄を非常に慕っている。
親同様に意地が悪く、意味をよく理解せずに厳めしそうな四字熟語の書かれた物を身につけていて、本人達はそれが格好いいと思っている。あまり頭が回らず、矢一郎や矢三郎にやり込められることもしばしば。
海星
声 - 宮嶋麻衣（ラジオドラマ版） / 佐倉綾音
早雲の娘で金閣・銀閣の妹。
一時期矢三郎の許嫁であり、四兄弟の母からも気に入られていたが、総一郎の死後、早雲によって縁談は一方的に破棄された。なぜか矢三郎の前に姿を現そうとしないが、『二代目の帰朝』で矢三郎の化けの皮が剥がれるのを気付かせないためと明かされた。弁天が大嫌いである（本人曰く「あんな生天狗の言うことを聞くくらいなら死んだほうがマシだ」）。非常に口が悪く矢三郎にはいつも罵声を浴びせているが、父親や兄たちと違って性格はよく、文句を言いながらも何らかの形で矢三郎たちに力を貸すことが多い。そのせいか過去の出来事で夷川家を憎んでいる筈の下鴨兄弟の母も、彼女のことだけは今現在もお気に入りのようである。
その姿は原作では明確な描写がなされていないが、アニメでは化け姿が描かれた。
呉一郎（くれいちろう）
声 - 中村悠一
早雲の長男。
繊細でおとなしい性格だったため、父親と折り合いが悪く出奔していた。
早雲の死後（アニメ版では早雲の失踪中）、僧侶姿で夷川家に戻り、これまでの非礼を詫びて下鴨家と和解するが、実は早雲の化けた姿であり、当人は四国の金長一門の下に身を寄せていた。四国を訪れた矢二郎と対面して自分の偽物が京都にいることを知り、彼とともに帰還した。一連の騒動終結後は京都に留まっており、金閣・銀閣を鍛え直している。

#### その他の狸
八坂 平太郎
声 - 小川真司（アニメ1期）、津田英三（アニメ2期）
現「偽右衛門」。総一郎の死後、その後を継いで狸界をまとめてきた大狸。
「偽右衛門」の座を後進に譲って自身は南の国へ旅立ちたいと考えており、「偽右衛門」を引退する前からもうアロハシャツ姿でいる。
店主
声 - 保村真
赤玉先生や下鴨家の狸たちが贔屓にしている飲み屋「朱硝子」の店主。
弁天を非常に恐れていて、弁天としばしば行動を共にする矢三郎を心配している。
夷川親衛隊
ただで飲める偽電気ブランに惹かれて夷川家につき従っている狸たち。
もっとも親衛隊とは名ばかりで何かあるとすぐに逃げてしまう。
へそ石様
紫雲山頂法寺にある「へそ石」と呼ばれる六角形の石に、何百年も化け続けているとされる古狸。狸の化け力を象徴する存在として古くから信仰されている。
あまりに我慢強く化け続けているために、近年ではただの石ではないかと軽んじられていたが、子供の頃の矢三郎のいたずら（煙で燻した）によって真に狸であることが証明され、また熱心に訪ねられるようになった。
長老たち
京都市中の狸の長老たち。その姿はほとんど毛玉で見分けがつかない。
原作では高齢のため化ける力を失ってしまっているとされているが、アニメでは化けた姿を見せている。偽右衛門は彼ら長老たちの選挙によって決定される。
南禅寺 正二郎
声 - 野島裕史
南禅寺家の総領。「偽右衛門」選挙では矢一郎側を支援している。
南禅寺 玉瀾（ぎょくらん）
声 - 日笠陽子
南禅寺家総領の妹。
赤玉先生門下の狸の中でも優秀で、かつては矢一郎と先生の助手を務めていた。無類の将棋好きで、狸将棋大会では矢二郎と対局。その後矢一郎と交際をはじめるが、二人の仲は一向に進展せず周囲をやきもきさせる。赤玉先生の強引な仲介でやっと婚約、偽右衛門選挙後に結婚に至る。
園城寺権三郎
声 - 山本格
菖蒲池画伯の庭に住む狸。
狸谷の祖母
声 - 小山茉美
下鴨家の母の実母で、矢三郎たちの祖母。
狸の姿ではなく純白の毛玉になっている。盲目だが、少女のように無邪気な話し方をする。
桃一郎
声 - 木下浩之
狸谷に住む、桃仙の兄で矢三郎たちの母方の伯父。
金長
声 - 星野充昭
四国の金長一門の頭領。下鴨家とは総一郎が存命の頃より交流がある。
星瀾
声 - M・A・O
金長の一人娘。穴掘りが趣味。以前偽叡山電車に乗ったことがある。
アニメでは、褐色の肌をした少女の姿をしている。
鷹
声 - イッキ
金長の側近。

### 天狗
赤玉先生（如意ヶ嶽薬師坊）
声 - 石田太郎（ラジオドラマ版） / 梅津秀行
大天狗のひとり。
如意ヶ嶽を治めていた絶大な力を持つ大天狗だったが、「魔王杉の事件」がきっかけで落ちぶれてしまい、 鞍馬天狗達に如意ヶ嶽を追われ、現在では出町桝形商店街裏のアパートで逼塞している。
かつては狸たち相手に教鞭をとっており、下鴨家の四兄弟やその父や母、夷川の面々もその教え子であり、特に総一郎とは盟友であった。非常に傲慢でありのべつまくなく周囲を見下すが、弁天に恋焦がれ、彼女の帰りをずっと待ち続けている。また、持っていた天狗道具はことごとく弁天に貢いでしまっており、周囲からもあきれられている。世話を焼いてくる矢三郎にも傲岸な態度をとり続けているが、内心では彼のことを気に入っている。赤玉という名は「赤玉ポートワイン」を好んで飲んでいることに由来する。
神通力を失って以降空を飛ぶことさえも出来なくなり、本人の戦闘力はほぼ皆無だが、天狗道具は普通に使いこなすことができる。
息子にあたる二代目とは喧嘩別れしていたが、『二代目の帰朝』終盤では温かい言葉をかけている。
岩屋山金光坊
声 - 清川元夢
大天狗のひとり。
赤玉先生の旧友で天狗としては珍しく穏やかな性格をしている。現在では岩屋山天狗の地位を二代目に譲り、日本橋で中古カメラ屋を営んでいる。
鞍馬天狗
声 - 樫井笙人（多間坊）、家中宏（霊山坊）、金尾哲夫（帝金坊）、相馬康一（日輪坊）、杉崎亮（月輪坊）
鞍馬山を根城としている天狗たちで赤玉先生とは犬猿の仲。リーダーは鞍馬山僧正坊。
赤玉先生が落ちぶれてからは如意ヶ嶽を占拠しており、現在は弁天に従っている。

### 人間

#### 金曜倶楽部
弁天（鈴木 聡美）
声 - 馬渕英俚可（ラジオドラマ版） / 能登麻美子
「金曜倶楽部」のメンバーの一人。本名は鈴木聡美といい、弁天という名は金曜倶楽部に加入した時に授かった。
赤玉先生に一目惚れされ、琵琶湖湖畔から攫われて天狗の術を教え込まれた。そのため人間でありながら空を飛んだり天候を操ることができる。
最初は純粋な少女だったが、だんだんと自由奔放に振る舞うようになり、ついには矢三郎をけしかけて「魔王杉事件」を引き起こし、赤玉先生を追い落とすと先生の下から離れていった。現在は天狗よりも天狗らしいと言われ、その冷徹で妖艶な姿にはかつての面影は感じられない。矢三郎の事を「食べちゃいたいほど好きなのだもの」と口にすることがある。二代目のことを激しく嫌っている。
寿老人
声 - 天野鎮雄（ラジオドラマ版） / 間宮康弘
「金曜倶楽部」のメンバーで、高利貸しをしている老人。金曜倶楽部の最長老で中心人物的存在。
弁天を新メンバーとして推挙した人物でもあり、怪しげな技を使う。
自家用電車や生業から著者の作品である『夜は短し歩けよ乙女』に登場する李白と同一人物だと思われる。ただし、アニメ版有頂天家族の彼は長髪なのに対して、マンガ版『夜は短し歩けよ乙女』やアニメ版の『四畳半神話大系』OVAの彼は禿頭である。
布袋（淀川 長太郎）
声 - 伊沢勉（ラジオドラマ版） / 樋口武彦
「金曜倶楽部」のメンバーで、大学の農学部教授。非常に食いしん坊だが、心優しい人物でもある。
食べるからには旨く食ってやらなければ失礼であるという考えから、「食べるということは愛するということである」を身上にしており、世界各地で様々なものを食べてきている。学生時代は詭弁論部に所属していた。
狸をこよなく愛するが、本人曰く「狸を食べることも愛」であるといって狸鍋も喜んで食べている。しかし、金曜倶楽部の忘年会に持ち込まれた狸が自分が昔助けた狸と気づき拒絶、会を除名された。その後、金曜倶楽部に対抗して木曜倶楽部を名乗り、狸鍋反対運動をしている。
『四畳半王国見聞録』にも登場しており、爬虫類が大の苦手らしく、それをネタに生徒にしぶしぶ追試をしてやっている。
大黒
声 - 高橋良吉
「金曜倶楽部」のメンバーで、京料理「千歳屋」の主人。
著者の作品である『夜は短し歩けよ乙女』の千歳屋の若い旦那と同一人物である。
毘沙門
声 - 青山穣
恵比寿
声 - 斧アツシ
福禄寿
声 - 山岸治雄

#### その他の人間
スズキ君
声 - 天﨑滉平
淀川の研究室に所属する男子学生。
二代目
声 - 間島淳司
シルクハットに三つ揃いの黒い背広、蝶ネクタイ姿（アニメ版では白いシルクハット、グレーと白のストライプのネクタイ、白いフロックコート）の英国紳士風の男性。
明治時代長崎から赤玉先生に攫われた少年で、赤玉先生の二代目として育てられた。大正時代、「廿世紀ホテル」の令嬢と恋仲になるが、ちょっかいを出した赤玉先生と三日三晩の大喧嘩の末敗北。令嬢は「×」と書かれた手紙を残して外国に渡り、失意の二代目は日本から姿を消す。百年後突然帰朝する。英国で令嬢そっくりな弁天と出会うが、彼女とも赤玉先生に絡んだ因縁で決裂・対立することとなり、以来両者とは憎しみ合う関係にある。
英国から持ち帰った様々な家具や調度品とポケットからわきでるナポレオン金貨で優雅な生活をしている。借りを作ることを好まないが、とある一件に協力した矢三郎に借りを作ったまま懇意になる。帰朝の目的は弁天及び赤玉先生との因縁に決着を着けるためで、弁天との決闘には勝利するが、矢三郎の活躍もあって赤玉先生には勝てないと自覚し、最終的には身を引いた。
度々「私は天狗にはならない」「二代目を継ぐ気はない」と宣言しているが、天狗の神通力を躊躇なく日常生活にも用いていることに加え、赤玉先生顔負けの天狗らしい言動と立ち振る舞い、周囲からの「二代目」呼びを特に咎めることもなく、狸たちの懇願を聞き入れて渋々ながらも赤玉先生の代理を引き受ける意外な面倒見の良さから、矢三郎たちからは一貫して「二代目」扱いを受けている。
天満屋（てんまや）
声 - 島田敏
寺町通りアーケードの上の小屋でラーメン屋「天満屋」を営む謎の幻術師。化け比べで矢三郎を打ち負かすほどの実力を有する。
実は寿老人の元部下で、寿老人の勘気を蒙り地獄絵内の地獄に落とされていたが、菖蒲池画伯が仏を加筆したことによって解放された人物。弁天のことを慕っているが、当人からは毛嫌いされている。後に寿老人に取り入って部下に返り咲きつつ呉一郎に化けた早雲とも結託するも、弁天によって早雲と共に再び地獄に落とされた。
菖蒲池画伯（あやめいけがはく）
声 - 麦人
園城寺近くの住宅街に夫人（声 - 堀越真己）と居を構える画家。狸の絵を描いており、淀川教授に絶賛されている。寿老人の依頼を受け、彼の所有する地獄絵に狸顔の仏を書き足した。
清水忠二郎
声 - 林和良
寺町通りの骨董店（アニメ版では「まみあな古美術店」）の店主。

## 用語
狸
作中に登場する狸たちは人間をはじめとして様々なものに化けることができ、人間に交じって暮らしている。ただし、化けるためにはある程度の心の落ち着きと集中力が必要で、苦手なものを前にしたり不測の事態に陥るなどして心の余裕を失うと、化けが解けたり化けられなくなる。
人間とは異なる独自の伝統や風習を持っており、中でも下鴨家と夷川家は名門とされている。
偽右衛門
京都市内に住む狸たちを取りまとめる頭領の位。
空白となるたびに立候補者を募り、その中から長老たちによる選挙によって決定される。先代の偽右衛門は四兄弟の父であった下鴨総一郎であり、彼の亡き後は八坂平太郎が後を継いでいる。
作中ではその平太郎の隠居に伴い再び立候補者が募られ、下鴨矢一郎と夷川早雲が立候補している。
天狗
様々な神通力を持ち、空を飛んだり天候を操ったりすることができる。様々な派閥が存在し、互いにいがみ合っているが、総じて気位が高く、他を見下す傾向にある。なお、天狗の持つ神通力は学べば人間でも使うことができる。
『夜は短し歩けよ乙女』での樋口いわく、「俗世を捨てることで天狗へとなれる」模様。
『新釈、走れメロス』では、天狗へとなった人間は下界に降りられないとされている。
魔王杉の事件
西方で起きた大きな地震（阪神・淡路大震災であることが示唆されている）で困った人間を嘲笑いに行くという赤玉先生に腹を立てた矢三郎が、弁天にけしかけられて赤玉先生が休憩に使う魔王杉に化けた事件。
矢三郎はちょっと困らせてやろうという程度の軽い気持ちで行ったが、赤玉先生は騙されまいと思案するうちに力尽きて転落し、それがきっかけで天狗としての力のほとんどを失ってしまった。
アニメでは詳しく描写されず、矢三郎と弁天の会話で取り上げられるのみにとどまった。
如意ヶ嶽
京都に実在する山。
赤玉先生が昔から支配していたが、先生が落ちぶれて追い落とされてからは鞍馬天狗が代わって支配している。
偽如意ヶ嶽事件
鞍馬天狗と勢力争いをしていた赤玉先生に生前の総一郎が手を貸し、如意ヶ嶽に化けた事件。
事の発端は愛宕山での会見の場にて赤玉先生が鞍馬天狗を侮辱したことから発生した諍いで、その場は愛宕山太郎坊の介入で収まったものの、報復として鞍馬天狗が如意ヶ嶽に潜入して荒らし回るようになった。しかし、偽の山に足を踏み入れてしまった鞍馬天狗は完全に化かされ撤退。赤玉先生が勢力争いに勝利し、総一郎はさらに名をあげることとなった。狸達にとっては快挙として、鞍馬天狗達にとっては屈辱としてその記憶に残っている。
金曜倶楽部
京都に大正時代から存在するといわれる秘密結社。
席数は常に7つと決まっていて、メンバーはそれぞれ七福神の名を持っている。活動自体は月に1回寄り集まって宴会を開くだけだが、伝統的に忘年会では必ず狸鍋を食べるため、狸たちの間では非常に恐れられ、嫌われている。ルールに違反すると除名処分となり、それは大変不名誉とされている。なお、弁天以外の現在のメンバーは狸が化けられるということは知らないようである。
『聖なる怠け者の冒険』では格下の組織のようで、土曜倶楽部や日曜倶楽部などの上位組織の言うことには逆らえない。
風神雷神の扇
表に風神、裏に雷神が描かれた扇。
風神の面で仰げば大風を、雷神の面で仰げば雷雨を引き起こすが、加減がかなり難しい。もとは赤玉先生の持ち物だったが、弁天にあげてしまった。
薬師坊の奥座敷
小さな茶室の形をした天狗の乗り物。
真ん中に配置された茶釜がエンジンであり、赤玉ポートワインを燃料にして空を飛べるが、ポートワイン以外は受け付けない。もとは赤玉先生の持ち物であったが、弁天にあげてしまった。
偽電気ブラン
狸の間で広く飲まれている、電気ブランをもとに作られている酒。
人間にも愛好者がおり、夷川家が卸元としてその製造販売を統括している。密造酒であるため、詳しいことはあまり言えないらしい。著者の他作品『夜は短し歩けよ乙女』や『聖なる怠け者の冒険』にも登場する。別名「天狗ブラン」。

## 受賞・候補歴
- 2008年 第39回星雲賞日本長編部門 候補
- 2008年 第5回『本屋大賞』 候補 - 3位[19]

## 書誌情報
- 『有頂天家族』
  - 単行本：幻冬舎、2007年9月25日[2]、ISBN 978-4-344-01384-1
  - 文庫本：幻冬舎文庫、2010年8月2日[5]、ISBN 978-4-344-41526-3

| 章     | タイトル         | 初出                                | 備考           |
| ------ | ---------------- | ----------------------------------- | -------------- |
| 第一章 | 納涼床の女神     | 『papyrus』02号（2005年08月号）[20] |                |
| 第二章 | 母と雷神様       | 『papyrus』04号（2005年12月号）[21] | 「血族」を改題 |
| 第三章 | 大文字納涼船合戦 | 『papyrus』06号（2006年04月号）[22] |                |
| 第四章 | 金曜倶楽部       | 『papyrus』08号（2006年08月号）[23] |                |
| 第五章 | 父の発つ日       | 『papyrus』10号（2006年12月号）[24] |                |
| 第六章 | 夷川早雲の暗躍   | 書き下ろし                          |                |
| 第七章 | 有頂天家族       | 書き下ろし                          |                |
2018年8月26日よりAudibleから岡本寛志が朗読するオーディオブックが配信されている。
- 『有頂天家族 二代目の帰朝』
  - 単行本：幻冬舎、2015年2月26日 、ISBN 978-4-344-02727-5[6]
  - 文庫本：幻冬舎文庫、2017年4月5日、ISBN 978-4-344-42582-8[7]

| 章     | タイトル           | 初出                                | 備考                         |
| ------ | ------------------ | ----------------------------------- | ---------------------------- |
| 第一章 | 二代目の帰朝       | 『papyrus』15号（2007年10月号）[26] |                              |
| 第二章 | 南禅寺玉瀾         | 『papyrus』17号（2008年02月号）[27] |                              |
| 第三章 | 幻術師天満屋       | 書き下ろし                          |                              |
| 第四章 | 大文字納涼船合戦   | 『papyrus』19号（2008年06月号）[28] | 「大文字納涼天狗合戦」を改題 |
| 第五章 | 有馬地獄           | 『papyrus』21号（2008年10月号）[29] | 「有馬騒動」を改題           |
| 第六章 | 夷川家の跡継ぎ     | 『papyrus』23号（2009年02月号）[30] | 「下鴨家の憂鬱」を改題       |
| 第七章 | 天狗の血、阿呆の血 | 書き下ろし                          |                              |

## ラジオドラマ
NHK-FM放送の「青春アドベンチャー」にて、2008年11月3日から11月14日までラジオドラマが放送された（名古屋局制作）。全10回。また、2010年6月21日から6月25日、6月28日から7月2日に再放送された。

### スタッフ（ラジオドラマ）
- 原作 - 森見登美彦[31]
- 脚色 - 原田裕文[31]
- 選曲 - 伊藤守恵[31]
- 演出 - 川野秀昭[31]
- 技術 - 川田修[31]
- 音響効果 - 高倉潤一[31]、平木和人[31]

## 漫画
『コミックバーズ』（幻冬舍）2013年6月号より2015年5月号まで小説を原作とした漫画が連載された。
- 森見登美彦（原作）、岡田祐（作画）、久米田康治（キャラクター原案）『夜行』幻冬舎〈幻冬舎コミックス〉、全4巻
  1. 2013年9月24日[33]、ISBN 978-4-344-82913-8
  2. 2014年3月24日[34]、ISBN 978-4-344-82913-8
  3. 2014年11月21日[35]、ISBN 978-4-344-83258-9
  4. 2015年6月24日[36]、ISBN 978-4-344-83456-9

## テレビアニメ
2013年3月21日にテレビアニメ化が発表され、同年7月より9月まで、TOKYO MX、KBS京都、サンテレビほかにて放送された。また、バンダイチャンネルでも通常放送分が配信されたうえ、本放送の30分前である毎週日曜21:30には前話おさらいが配信された。久米田康治が自分の作品以外のキャラクター原案を務めることや、「攻殻機動隊STAND ALONE COMPLEX Solid State Society」「東のエデン」で副監督を務めた吉原正行がテレビアニメの監督を務めることは、それぞれ本作が初である。
京都市、京都府、KBS京都が「協力」としてクレジットされている。 
2013年12月、第17回文化庁メディア芸術祭アニメーション部門で優秀賞を受賞した。
2016年9月18日に京都国際マンガ・アニメフェア2016にて原作第2部のアニメ化となる第2期『有頂天家族2』（うちょうてんかぞくツー）の製作が発表された。2017年4月より6月まで放送された。

### イベント（テレビアニメ）
2013年6月16日には、テレビアニメ第1話の先行上映イベントが南座で開催された。司会の岩崎和夫と南かおりのほか、主要声優陣や原作者の森見、監督の吉原やプロデューサーの堀川が登壇した。南座でアニメ作品のイベントが開催されたのは、設立以来初のことである 。なお、同劇場は一部の放送局では番組スポンサーとして名を連ねていた。
2014年2月9日には、関東地区初のイベント『有頂天祭'14』が森のホール21で開催された。
2014年9月21日には、弁天関係回の上映イベント『「有頂天家族」トーク＆上映会〜弁天セレクション〜』が京都コンピュータ学院・京都駅前校大ホールで開催された。出演は能登麻美子・森見登美彦・吉原正行監督・堀川憲司プロデューサー。
2017年1月12日には、京都の下鴨神社にて『「有頂天家族2」成功祈願!下鴨神社糺(ただす)の森たぬきの集い』が開催された。出演者は櫻井孝宏、能登麻美子、当日二代目役として発表された間島淳司、原作の森見登美彦、吉原正行監督、堀川憲司プロデューサー、司会としてフリーアナウンサーの三崎智子。他に門川大作京都市長も参加し、アニメ「有頂天家族」を「京都特別親善大使」に任命した。

### タイアップ（テレビアニメ）
劇中に「偽叡山電車」が登場した縁から、叡山電鉄は2014年秋に「京都国際マンガ・アニメフェア」と連動する形で、鞍馬駅に展示保存されているデナ21形のカットボディを使ったイベント企画や記念乗車券発売、デオ720形を使ったラッピング電車など、各種タイアップ企画を実施している。
「京都特別親善大使」就任にともない「おもしろき古都は、良きことなり」キャンペーン第1弾として叡山電車「有頂天家族号」が運行する。期間は2017年2月1日（水） - 5月30日（火）。

### スタッフ（テレビアニメ）
|                                 | 第1期                                                              | 第2期                                                                      |
| ------------------------------- | ------------------------------------------------------------------ | -------------------------------------------------------------------------- |
| 原作                            | 森見登美彦                                                         | 森見登美彦                                                                 |
| 監督                            | 吉原正行                                                           | 吉原正行                                                                   |
| シリーズ構成                    | 菅正太郎                                                           | 檜垣亮                                                                     |
| キャラクター原案                | 久米田康治                                                         | 久米田康治                                                                 |
| キャラクターデザイン 総作画監督 | 川面恒介                                                           | 川面恒介                                                                   |
| プロップデザイン                | 藤井康雄                                                           | 藤井康雄                                                                   |
| 美術監督                        | 竹田悠介、岡本春美                                                 | 竹田悠介、岡本春美                                                         |
| 色彩設計                        | 井上佳津枝                                                         | 井上佳津枝                                                                 |
| 3D監督                          | 菅生和也                                                           | 小川耕平                                                                   |
| 撮影監督                        | 並木智                                                             | 並木智                                                                     |
| 編集                            | 高橋歩                                                             | 高橋歩                                                                     |
| 音響監督                        | 明田川仁                                                           | 明田川仁                                                                   |
| 音楽                            | 藤澤慶昌                                                           | 藤澤慶昌                                                                   |
| 音楽プロデューサー              | 伊藤善之                                                           | 斎藤滋                                                                     |
| プロデューサー                  | 堀川憲司、斎藤滋、木下満寿裕 武井潤、北田修一、坂本耕作 小田ツヨシ | 辻充仁、今川寛隆、江波戸憲司 竹中信広、吉江輝成、塩田友 駒木根徹、中島保裕 |
| ラインプロデューサー            | 相馬紹二                                                           | 相馬紹二                                                                   |
| アニメーション制作              | P.A.WORKS                                                          | P.A.WORKS                                                                  |
| 製作                            | 「有頂天家族」製作委員会                                           | 「有頂天家族2」製作委員会                                                  |

### 主題歌（テレビアニメ）
「有頂天人生」
milktubの作詞・歌による第1期オープニングテーマ。作曲・編曲は宮崎京一。
「ケセラセラ」
fhánaの編曲・歌による第1期エンディングテーマ。作詞は林英樹、作曲、佐藤純一。
「成るがまま騒ぐまま」
milktubの作詞・作曲・歌による第2期オープニングテーマ。編曲は宮崎京一。
「ムーンリバー」
fhánaの編曲・歌による第2期エンディングテーマ。作詞は林英樹、作曲はyuxuki waga。

### 各話リスト（テレビアニメ）

#### 第1期
| 話数 | サブタイトル     | 脚本     | 絵コンテ | 演出       | 作画監督                                                           |          |
| --- | ---------------- | -------- | -------- | ---------- | ------------------------------------------------------------------ | -------- |
| 第一話 | 納涼床の女神     | 菅正太郎 | 吉原正行 | 菅沼芙実彦 | 川面恒介                                                           |          |
| 狸の矢三郎はセーラー服の女学生に化け、赤玉先生のアパートを訪ねる。先生はいたく不機嫌で、自分を捨てた弁天に恋文を書き、矢三郎に届けろと命じる。矢三郎は金曜倶楽部の面々と納涼床で楽しむ弁天を発見、彼女の持つ風神雷神の扇に向けて矢文を放つ。弁天と先生は南座の屋根で落ち合うが、飛べない先生を置き去りにして弁天は飛び去る。矢三郎は先生にさりげなく声をかけ、タクシーでアパートに送る。 |                  |          |          |            |                                                                    |          |
| 第二話 | 母と雷神様       | 菅正太郎 | 吉原正行 | 倉川英揚   | 大東百合恵                                                         |          |
| 矢三郎の母は「黒服の王子」に化けてビリヤードを楽しむ。矢三郎は六道珍皇寺の古井戸の底で蛙に化けたままの矢二郎を訪ね、語り合う。空の雲行きがあやしくなり、矢三郎は雷嫌いの母を探しに飛び出す。途中矢四郎を迎えに行くと、巨大な招き猫に化けた金閣・銀閣にいじめられていた。そこへ虎に化けた矢一郎があらわれ招き猫を川に落とす。三兄弟は雷雨の中母を探しまわり、ようやく橋の下で狸の姿に戻った母を発見。母に付き添っていたのは夷川の娘・海星だったが、矢三郎の前には姿を見せず、憎まれ口を叩く。 |                  |          |          |            |                                                                    |          |
| 第三話 | 薬師坊の奥座敷   | 菅正太郎 | 吉原正行 | 許琮       | 井上俊之 杉光登                                                    |          |
| 大文字送り火の夜、狸たちは空に納涼船を出す。船を手に入れ損ねた矢一郎はしぶしぶ矢三郎を頼る。矢三郎は矢四郎を連れて赤玉先生のアパートを訪ね、「奥座敷」を貸してほしいと頼むが、弁天にあげてしまったと言われる。兄弟は扇子屋「西崎商店」に行き店の奥にある海に浮かぶ時計台に向かう。時計台でくつろぐ弁天は修理が終わった風神雷神の扇を手にしながら、壊したら金曜倶楽部で芸をするという条件で奥座敷を矢三郎に貸す。 |                  |          |          |            |                                                                    |          |
| 第四話 | 大文字納涼船合戦 | 檜垣亮   | 岡村天斎 | 菅沼芙実彦 | 小島明日香                                                         |          |
| 送り火の夜、下鴨家は赤玉先生を招待して奥座敷を浮かべる。岩屋山天狗も乗り込み、父・総一郎が赤玉先生を助けるため起こした「偽如意ヶ嶽事件」を語る。そこへ夷川の納涼船が近づく。船には弁天が乗っており、先生は激怒。夷川は奥座敷に向けて花火を撃ちかける。矢三郎は、弁天が奥座敷の引き出しを指さすのを見て風神雷神の扇を発見。扇で夷川の船を墜落させる。しかし奥座敷も燃料のポートワインがなくなり墜落。奥座敷を壊した上、風神雷神の扇までなくした矢三郎は秋まで失踪する。 |                  |          |          |            |                                                                    |          |
| 第五話 | 金曜倶楽部       | 菅正太郎 | 吉原正行 | 伊藤秀樹   | 伊藤秀樹                                                           | 伊藤秀樹 |
| 大阪に逃げていた矢三郎は、京都に様子見に戻る。古美術店の二階で、箪笥の引き出しに隠れる海星と話していると弁天があらわれる。矢三郎はダルマに化けるが、あっさり見破られ金曜倶楽部が集まるすきやき屋に連れていかれる。矢三郎は得意の化け芸を披露してようやく弁天に許される。倶楽部のメンバー布袋は狸好きで矢三郎の母らしき狸を助けた話をする。退屈した弁天は矢三郎と窓から抜け出し、屋根の上の散歩を楽しむ。 |                  |          |          |            |                                                                    |          |
| 第六話 | 紅葉狩り         | 菅正太郎 | 吉原正行 | 倉川英揚   | 大東百合恵                                                         |          |
| 弁天を追って屋根に登ってきた布袋こと淀川教授。一同はビルの屋上の紅葉を楽しむが、弁天は先に姿を消す。教授は矢三郎に「喰うということは愛すること」「食べちゃいたいほど狸が好き」と持論を述べる。さらに教授は初めて弁天が金曜倶楽部のメンバーに選ばれた日、狸鍋にされる総一郎と語り合ったことを話し、矢三郎は涙をこらえる。教授と別れたあと、矢三郎は蛙に化けて矢二郎を訪ね、複雑な胸の内を明かす。井戸のそばに弁天がやってくるが、彼女は何も言わず静かに涙をこぼすだけだった。 |                  |          |          |            |                                                                    |          |
| 第七話 | 銭湯の掟         | 檜垣亮   | 許琮     | 今泉賢一   | 今泉賢一                                                           | 今泉賢一 |
| 矢三郎に代わって赤玉先生の世話をしていた矢四郎は先生の悪臭に耐えかね、矢三郎に泣きつく。風呂嫌いの先生を説得して、下鴨三兄弟は先生を銭湯に連れていく。そこへ金閣・銀閣と夷川親衛隊が力士に化けて押しかけ、矢一郎に偽右衛門選挙を辞退するよう迫るが、腹を冷やして狸に戻ってしまう。矢一郎に詰問された金閣は、総一郎が狸鍋になった夜泥酔していたこと、一緒に飲んでいたのは矢二郎だったと教える。矢三郎と矢一郎は寺の井戸に向かい、矢二郎を問いただす。矢二郎は「そのとおりだよ」と答え、矢一郎は泣き崩れる。 |                  |          |          |            |                                                                    |          |
| 第八話 | 父の発つ日       | 檜垣亮   | 吉原正行 | 菅沼芙実彦 | 川面恒介 大東百合恵                                                |          |
| 弟の婚約者・海星に横恋慕した矢二郎は、あの夜、父の総一郎に家族と離れて旅に出たいと相談。総一郎は矢二郎をなだめ、しこたま飲んだあと、矢二郎が化けた偽叡山電車で走りまわる。その後父が狸鍋になったと知った矢二郎は、母にあわせる顔がないと井戸にひきこもっていたのだ。矢三郎は銭湯におきざりにした先生を迎えに行く。帰り道、先生は鍋になった総一郎が自分のところに挨拶にきて矢三郎のことを頼んでいったと話す。母は矢二郎の事情を知っており、矢一郎に責めないでほしいと頼み矢一郎は涙する。 |                  |          |          |            |                                                                    |          |
| 第九話 | 夷川の娘・海星   | 菅正太郎 | 岡村天斎 | 許琮       | 杉光登                                                             |          |
| 今年金曜倶楽部に狸を手配する役になっている淀川教授は、狸が手に入らず苦労していた。3週間後の偽右衛門選挙に立候補した矢一郎と夷川早雲がへそ石様に報告する儀式が行われる。選挙に臨席する鞍馬天狗が病気理由に辞退したため、赤玉先生が臨席となることが発表される。しかし先生は拒否、矢三郎が説得して臨席を承知させる。銭湯に入った矢三郎は女湯にいる海星と壁ごしに話す。海星は兄たちが何か企んでいると警告、「ごめんな」とつぶやく。 |                  |          |          |            |                                                                    |          |
| 第十話 | 夷川早雲の暗躍   | 檜垣亮   | 橘正紀   | 佐土原武之 | 佐藤友子 後藤麻梨子 高鉾誠 桝井一平 小林ゆかり 阿部千秋 黒川明日香 |          |
| 偽右衛門選挙、そして金曜倶楽部の忘年会の日を迎えた。矢二郎は矢三郎に父の最後の言葉が思い出せない後悔を語り、嫌な予感がすると言う。矢四郎は金閣・銀閣にだまされ倉庫に閉じ込められる。誰かが風神雷神の扇を使った雷雨になり、矢三郎は母のもとへ走るが、姿を隠した海星が母と矢一郎が夷川につかまったと教える。さらに父の夷川早雲は仲直りの名目で総一郎をだまして呼び出し、弁天に引き渡したと暴露。矢三郎は夷川一派に取り囲まれていた。 |                  |          |          |            |                                                                    |          |
| 第十一話 | 捲土重来         | 菅正太郎 | 吉原正行 | 倉川英揚   | 大東百合恵                                                         |          |
| 矢三郎の前に夷川早雲が立ちはだかる。そこへ弁天があらわれ、矢三郎を傘にして去る。矢三郎は弁天に兄を助けてほしいと頼むが、弁天は断り、淀川教授が狸を引き取りにいくと教えてタクシーに乗る。そこへ荷物を抱えた淀川教授が通りかかる。矢三郎は後を追って蕎麦屋に入り、玉子丼を注文。しかし店の奥に消えた教授はそのまま姿を見せず、矢三郎の玉子丼には薬が盛られていた。教授は金閣、蕎麦屋は銀閣が化けた偽物で、矢三郎は檻に入れられる。早雲は教授に檻に入った矢一郎を引き渡す。海星は倉庫に矢四郎が閉じ込められているのに気づき、隠し扉から脱出させる。 |                  |          |          |            |                                                                    |          |
| 第十二話 | 偽叡山電車       | 檜垣亮   | 吉原正行 | 許琮       | 川面恒介 大東百合恵                                                |          |
| 雷雨の中走り出した矢四郎は井戸の中の矢二郎に助けを求め、上から偽電気ブランを一瓶飲ませる。酔った矢二郎は「捲土重来！」と叫ぶ。金閣は檻の中の矢三郎をからかっていたが、蕎麦屋に化けた銀閣の様子がおかしくなる。気が付くとそこは矢二郎が化けた偽叡山電車の中だった。矢四郎と檻から出た矢三郎は夷川兄弟を檻に入れ、風神雷神の扇も取り戻す。矢二郎は父の最後の言葉が「面白きことは良き事なり」だと思い出し、勢いを増して寺町通りを走る。しかしそこは夷川親衛隊が化けた偽寺町通りで、電車は鴨川上空へ飛び出す。矢四郎は電車の床の茶釜に赤玉ポートワインを注ぎ、空飛ぶ電車にして落下を逃れる。矢三郎は夷川兄弟を川に落とし、扇で金曜倶楽部の部屋に電車で突っ込み、矢一郎を救出。矢一郎と矢二郎は選挙が行われる仙酔楼へ急ぐ。寿老人は場所を仙酔楼に変え、下鴨の母狸を鍋にすると提案。矢三郎は同行を申し出る。矢一郎は仙酔楼で早雲の陰謀を訴える。 |                  |          |          |            |                                                                    |          |
| 第十三話 | 有頂天家族       | 菅正太郎 | 吉原正行 | 菅沼芙実彦 | 川面恒介 大東百合恵                                                |          |
| 矢一郎の訴えにしらをきる早雲。ふすまを隔てたとなりの部屋に金曜倶楽部の面々が集まり、寿老人が狸を持ち込む。矢一郎は虎に化けて暴れふすまを倒す。檻に入った下鴨の母を見て、早雲はあわてる。淀川教授は昔助けた狸だと気が付き檻を抱えて逃げようとする。パニックで狸に戻る長老たち、虎に驚く金曜倶楽部。臨席していた赤玉先生は酔って怒りを爆発させ、風神雷神の扇で仙酔楼を吹き飛ばす。先生の怒りは収まらず市中を歩き、扇であちこち吹き飛ばして回る。止めに入った矢三郎たちも吹き飛ばされるが、弁天が先生をなだめタクシーで連れ帰る。下鴨の母とも連絡がつき、矢二郎は電話越しに謝罪し涙する。正月、初詣に来た下鴨一族。矢三郎は「我ら一族とその仲間たちにほどほどの栄光あれ」と願う。 |                  |          |          |            |                                                                    |          |

#### 第2期
| 話数 | サブタイトル         | 脚本     | 絵コンテ | 演出                  | 作画監督                                       |
| --- | -------------------- | -------- | -------- | --------------------- | ---------------------------------------------- |
| 第一話 | 二代目の帰朝         | 檜垣亮   | 吉原正行 | 藤井康雄              | 川面恒介 秋山有希 大東百合恵                   |
| 矢一郎は父の死後途絶えていた将棋大会復活に向けて奔走中。弁天は世界一周クルーズで日本を離れている。矢三郎と矢四郎はツチノコ探検隊を結成、如意が嶽で探索していると、赤玉先生の二代目が降り立つ。先生に敵意を向ける二代目を見た矢三郎は、先回りして先生に化け二代目と和解しようとするがあっさりばれ、「天狗つぶて」としてばらまかれた二代目の家具を集める役を引き受ける。矢三郎は矢一郎に偽右衛門・八坂の診療所に連れていかれ、玉瀾、呉一郎と出会う。八坂は先生と二代目の因縁を話す。二代目帰朝を知った先生は果たし状を書き、矢三郎が河原町御池のホテルにいる二代目に届ける。二代目はドイツ製空気銃の行方を気にしていた。その夜、鞍馬天狗達が見守る中、二代目と先生は南座の屋根で対峙する。                                                     |                      |          |          |                       |                                                |
| 第二話 | 幻術師 天満屋        | 檜垣亮   | TeamP.A  | 菅沼芙実彦            | 大東百合恵                                     |
| 先生は風神雷神の扇を開く。しかし扇を落とし屋根から足を滑らせてしまい、様子を見ていた矢三郎が助け上げる。二代目は先生を見下した様子で去る。矢三郎が古美術店で店番をしていると矢四郎とリュックに入った海星がやってくる。矢三郎は店主から頼まれ、寺町アーケードの上にラーメン屋を違法建築している天満屋という男を訪ねる。矢三郎はヒグマに化けておどすが、天満屋は幻術で矢三郎を惑わす。ヒグマの矢三郎は商店街を歩き回り、周囲はパニックになるが、飛び出してきた海星に鴨川に放り込まれ、正気を取り戻す。淀川教授と菖蒲池画伯の家を訪問した矢三郎は天満屋と鉢合わせする。矢三郎は画伯から天満屋は地獄絵の屏風から出てきた男だと教えてもらう。再び寺町の天満屋を訪ねた矢三郎は地獄の鬼に化けておどすが、追い詰められた天満屋は空気銃をつきつける。 |                      |          |          |                       |                                                |
| 第三話 | 欧羅巴の香り         | 檜垣亮   | TeamP.A  | 阿部ゆり子            | 秋山有希                                       |
| 天満屋は空気銃を矢三郎に向け、弁天への恨み言を口にする。そこへ帰国した弁天が降り立つ。天満屋は弁天に発砲するが、弁天は弾を払いのけ天満屋を銃ごと投げ捨てる。矢三郎は母と狸谷山不動院の祖母を訪ね、化け力が戻る薬をもらい、矢二郎に届ける。二代目がホテルから引っ越したと聞いた矢三郎は矢四郎と引っ越し祝いの豆餅を持参し、二代目の新居を訪問する。ビルの屋上に建てられた邸宅は金閣銀閣からどんぶり一杯の金貨と交換したものだった。そこへ弁天があらわれ、二代目の昼寝用の長椅子に座る。二代目は弁天を床に落とし、長椅子で悠々と昼寝をはじめる。 |                      |          |          |                       |                                                |
| 第四話 | 狸将棋大会           | 待田堂子 | TeamP.A  | 許琮                  | 杉光登 森島範子                                |
| 弁天は二代目のワイシャツを全てくしゃくしゃにしてその場を去る。南禅寺で狸将棋大会が開催され、玉瀾と矢二郎が対局するが、金閣・銀閣と矢三郎が口論、激怒した玉瀾は虎に化けてしまう。桃仙は玉瀾を矢一郎の嫁にすると決め、矢三郎に仲介を頼む。矢三郎は自主謹慎していた玉瀾を説得。さらに父の将棋盤を持ち出し、矢一郎を将棋に誘う。玉瀾は矢三郎と入れ替わり、久しぶりに矢一郎と将棋を指す。だが勝負を終えた玉瀾が将棋盤の中に吸い込まれてしまう。 |                      |          |          |                       |                                                |
| 第五話 | 続・大文字納涼船合戦 | 待田堂子 | TeamP.A  | 藤井康雄              | 森島範子 杉光登 川面恒介 秋山有希              |
| 矢三郎と矢一郎も将棋盤の中に吸い込まれる。そこは父の「将棋の部屋」で赤玉先生の押入れに通じていた。矢三郎は納涼船に玉瀾を誘うが、矢一郎は夷川の妨害で船を用意できない。送り火の夜、下鴨家は矢二郎が化けた偽叡山電車を浮かべ、玉瀾と先生を招待する。先生にけしかけられ、矢一郎と玉瀾は「好きです」と告白しあう。電車の上に二代目の長椅子を持ち出した弁天が座る。夷川の船から攻撃された偽叡山電車は船に突っ込む。そこへ二代目が姿を見せる。弁天は二代目と対決するが、一瞬で鴨川に落とされる。ずぶぬれの弁天を見つけた先生は「悔しかったら強うなれ」となぐさめる。 |                      |          |          |                       |                                                |
| 第六話 | 有馬地獄             | 檜垣亮   | TeamP.A  | 菅沼芙実彦            | 大東百合恵 秋山有希                            |
| 淀川教授がセクハラの罪を着せられ研究室を追放される。矢三郎は演習林の小屋に教授を訪ねるが、助手のスズキ君によれば天満屋らしき男に連れていかれたという。金曜倶楽部の会合が有馬温泉で開かれると聞いた矢三郎は現地へ向かう。そこにはなぜか姿を隠した海星もいた。金曜倶楽部のあとをつけた矢三郎は、失踪中の夷川早雲と出会う。早雲は教授に代わって倶楽部に迎えられることになったと明かし、矢三郎を地獄絵の中に突き落とす。地獄の鬼に化けた矢三郎は鬼たちと相撲をとる弁天を見つける。土俵にあがった矢三郎は、弁天にこっそり事情を話し、地獄から連れ出してもらう。 |                      |          |          |                       |                                                |
| 第七話 | 金曜倶楽部、再び     | 檜垣亮   | TeamP.A  | 阿部ゆり子            | 秋山有希                                       |
| 寿老人の電車の中で早雲を迎えた金曜倶楽部の会合が始まり、矢三郎と淀川教授も出席する。狸鍋反対の演説をする教授は縛られ、寿老人から空気銃で脅しつけられる。矢三郎は教授を助けるため「自分も狸鍋を食べたい」と演説すると、弁天は天満屋に天狗の茶釜を持ってこさせ、電車を宙に浮かべて、矢三郎の献上品と紹介する。寿老人が矢三郎を布袋にすると決めると早雲は激怒。鬼に化けるが天満屋に空気銃で撃たれる。早雲は森の中で矢三郎に見守られ息を引き取る。駆け付けた海星と入れ替わるように矢三郎は立ち去った。 |                      |          |          |                       |                                                |
| 第八話 | 夷川海星の秘密       | 檜垣亮   | TeamP.A  | 許琮                  | 杉光登 森島範子                                |
| 早雲の葬儀が終わったあと、下鴨家に金閣・銀閣を連れた呉一郎が謝罪にやってくる。矢一郎は呉一郎と握手し、両家は和解する。弁天は二代目と清水寺で落ち合うが、話し合いは物別れに終わる。呉一郎は夷川の工場に矢四郎の研究室を提供する。矢一郎は矢三郎に海星との婚約復活を持ちかけるが、矢三郎は拒否。提案した矢二郎は旅の支度をしていた。拗ねた矢三郎は狸谷山にこもり、そこへやってきた海星と口論になる。海星は泣きながら矢三郎の前に姿を見せる。その途端、矢三郎は化けの皮が剥がれ狸に戻ってしまう。 |                      |          |          |                       |                                                |
| 第九話 | それぞれの二代目     | 待田堂子 | TeamP.A  | 許琮 阿部ゆり子       | 阿部美佐緒 宮川智恵子 竹内恵美子 前島未菜美    |
| 矢二郎は祖母の薬で人間に化け、京都から旅立つ。赤玉先生は偽右衛門選挙の立ち合いを弁天に譲ると言い、矢三郎の説得にも応じない。狸鍋を食べる弁天を狸の選挙に立ち合わせるわけにはいかないため、矢一郎と矢三郎は二代目に懇願し立ち合いを承知してもらう。へそ石様への立候補報告が行われ、呉一郎が応援演説をする。二代目の立ち合いが発表されると、弁天が「異議あり」と降り立ち、狸達を脅しつけ、矢三郎を責め立てる。そこへ二代目があらわれる。 |                      |          |          |                       |                                                |
| 第十話 | 偽右衛門の決まる日   | 檜垣亮   | TeamP.A  | 菅沼芙実彦            | 秋山有希 大東百合恵 小島明日香 森島範子 杉光登 |
| 弁天は「好きになさい」と飛び去る。矢三郎は京都から姿を消し、菖蒲池画伯の家に隠れる。玉瀾は矢三郎に、赤玉先生が矢三郎を破門したと知らせにくる。偽右衛門選挙当日、選挙前に矢一郎の激励会が行われる。四国に渡った矢二郎は、金長神社を訪ねる。星瀾の案内で神社の地下の奥座敷に来た矢二郎は金長一門に挨拶。だが呉一郎の話をすると金長は首をかしげ、奥から一人の僧侶が起きてくる。矢三郎を訪ねた海星は呉一郎の態度が妙なので家出してきたと話す。突然二人は銃で撃たれる。空気銃と檻を持った天満屋が姿を見せる。 |                      |          |          |                       |                                                |
| 第十一話 | 天狗の血 阿呆の血    | 檜垣亮   | TeamP.A  | 藤井康雄 菅沼芙実彦   | 秋山有希 大東百合恵 小島明日香 森島範子 杉光登 |
| 二代目邸で偽右衛門選挙が始まる。矢四郎の研究室が突然爆発事故を起こし、焼け跡から空気銃が見つかる。金閣は呉一郎と選挙に乗り込み、早雲暗殺は下鴨家の陰謀と訴える。天満屋は矢三郎と海星の檻を寿老人に引き渡す。矢三郎が金曜倶楽部に捕まったと聞いた矢一郎は、虎に化け玉瀾と飛び出す。寿老人の空飛ぶ電車に「ぽんぽこ仮面」と名乗る淀川教授が狸救出に現れ、取り押さえられる。金閣の提案で呉一郎が偽右衛門代理となるが、二代目は空気銃は偽物と指摘。そこへ矢二郎が連れ帰った本物の呉一郎が登場、今の呉一郎は早雲だと喝破。虎の矢一郎は矢三郎と海星を救出する。 |                      |          |          |                       |                                                |
| 第十二話 | 運命の赤い糸         | 檜垣亮   | TeamP.A  | 阿部ゆり子 菅沼芙実彦 | 秋山有希 大東百合恵 小島明日香 杉光登 川面恒介 |
| 矢三郎は寿老人から電車の運転席を奪い、二代目邸へ突っ込む。正体が露呈した早雲は自分を騙した天満屋に掴みかかるが、巨大な鬼の腕があらわれ、二人を地獄絵に引き込む。二代目は弁天に挑発されて怒りを爆発させ、二人の決戦が始まる。死闘の末、弁天は髪に火をつけられ落下。そこへ赤玉先生が到着。泣きじゃくる二代目に先生は「悔しかったら強うなれ」と声をかける。年が明けて正月。弁天は西崎商店の時計台の中のベッドに引き籠り、金閣・銀閣は呉一郎の監視付きで反省の読経三昧、矢一郎は偽右衛門に就任して玉瀾と結婚、二代目はホテル生活に戻る。狸谷山でツチノコ探索する矢三郎と海星のもとに狸谷の祖母が迷い込む。二人を「赤い毛でぐるぐる巻き」と言う祖母に、矢三郎は「いずれ夫婦になる」と答える。                                                     |                      |          |          |                       |                                                |

### 放送局
| 放送期間                | 放送時間                     | 放送局             | 対象地域 | 備考                                 |
| ----------------------- | ---------------------------- | ------------------ | -------- | ------------------------------------ |
| 2013年7月7日 - 9月29日  | 日曜 22:00 - 22:27           | TOKYO MX           | 東京都   |                                      |
|                         | 日曜 22:00 - 22:30           | KBS京都            | 京都府   | 協力                                 |
|                         |                              | サンテレビ         | 兵庫県   |                                      |
| 2013年7月10日 - 10月2日 | 水曜 0:00 - 0:30（火曜深夜） | BS11               | 日本全域 | BS放送 / 『ANIME+』枠                |
| 2013年7月11日 - 10月3日 | 木曜 0:00 - 0:30（水曜深夜） | キッズステーション | 日本全域 | 製作参加 / CS放送 / リピート放送あり |
|                         | 木曜 1:58 - 2:28（水曜深夜） | 北日本放送         | 富山県   |                                      |

| 配信期間               | 配信時間        | 配信サイト         |
| ---------------------- | --------------- | ------------------ |
| 2013年7月7日 - 9月29日 | 日曜 22:00 更新 | バンダイチャンネル |

| 放送期間                | 放送時間                     | 放送局     | 対象地域 | 備考                      |
| ----------------------- | ---------------------------- | ---------- | -------- | ------------------------- |
| 2017年4月9日 - 6月25日  | 日曜 22:00 - 22:27           | TOKYO MX   | 東京都   |                           |
| 2017年4月10日 - 6月26日 | 月曜 20:00 - 20:30           | KBS京都    | 京都府   | 製作参加                  |
| 2017年4月11日 - 6月27日 | 火曜 0:30 - 1:00（月曜深夜） | AT-X       | 日本全域 | CS放送 / リピート放送あり |
| 2017年4月13日 - 6月29日 | 木曜 1:55 - 2:25（水曜深夜） | サガテレビ | 佐賀県   |                           |
| 2017年4月14日 - 6月30日 | 金曜 2:29 - 2:59（木曜深夜） | 北日本放送 | 富山県   |                           |

| 配信期間                | 配信時間         | 配信サイト                                                                                                 |
| ----------------------- | ---------------- | --- |
| 2017年4月11日 - 6月27日 | 火曜 12:00 更新  | dアニメストア                                                                                              |
| 2017年4月15日 - 7月1日  | 土曜 0:00 更新   | DMM.com ニコニコ動画 バンダイチャンネル アニメ放題 GYAO! ひかりTV ビデオパス Amazonプライム・ビデオ U-NEXT |
|                         | 土曜 1:00 - 1:25 | AbemaTV |

### BD / DVD
| 巻  | 発売日         | 収録話          | 規格品番  | 規格品番  | 規格品番 |
| 巻  | 発売日         | 収録話          | BD        | DVD       |          |
| --- | -------------- | --------------- | --------- | --------- | -------- |
| 1   | 2013年9月25日  | 第1話           | BCXA-0780 | BCBA-4551 |          |
| 2   | 2013年10月25日 | 第2話 - 第3話   | BCXA-0781 | BCBA-4552 |          |
| 3   | 2013年11月22日 | 第4話 - 第5話   | BCXA-0782 | BCBA-4553 |          |
| 4   | 2013年12月25日 | 第6話 - 第7話   | BCXA-0783 | BCBA-4554 |          |
| 5   | 2014年1月29日  | 第8話 - 第9話   | BCXA-0784 | BCBA-4555 |          |
| 6   | 2014年2月21日  | 第10話 - 第11話 | BCXA-0785 | BCBA-4556 |          |
| 7   | 2014年3月26日  | 第12話 - 第13話 | BCXA-0786 | BCBA-4557 |          |
| BOX | 2017年3月24日  | 第1話 - 第13話  | BCXA-1220 | -         |          |

| 巻 | 発売日         | 収録話         | 規格品番     |
| 巻 | 発売日         | 収録話         | BD           |
| -- | -------------- | -------------- | ------------ |
| 上 | 2017年7月28日  | 第1話 - 第6話  | DMPXA-003〜5 |
| 下 | 2017年10月13日 | 第7話 - 第12話 | DMPXA-006〜8 |

### 関連書籍（テレビアニメ）
- 『有頂天家族 上 フィルムコミック』、2014年2月4日発売[58]、幻冬舎、ISBN 978-4-34-402527-1
- 『有頂天家族 下 フィルムコミック』、2014年3月18日発売[59]、幻冬舎、ISBN 978-4-34-402552-3

## 舞台

### アトリエ・ダンカン版
2014年に『七変化音楽劇 有頂天家族』のタイトルで、東京、京都の2都市で上演された。『詭弁・走れメロス』に続く、アトリエ・ダンカンプロデュースによるシリーズ第2弾。
企画制作を担当したアトリエ・ダンカンが京都劇場公演直前の2月1日付で自己破産申請をしたが、公演は予定通り行われた。

### キャスト（舞台2014年）
- 下鴨矢三郎 - 武田航平
- 下鴨矢一郎 - 渡辺大輔
- 海星 / 少女に化けた矢三郎 - 新垣里沙
- 弁天（鈴木聡美） - 佐藤美貴
- 下鴨矢二郎 - 奥田努
- 下鴨矢四郎 - 藤原薫
- 母 - 樹里咲穂
- 赤玉先生（如意ヶ嶽薬師坊） - 久保酎吉
- 小手伸也、小林至、成清正紀

### スタッフ（舞台2014年）
- 原作 - 森見登美彦「有頂天家族」（幻冬舎文庫刊）
- 脚本・演出 - 松村武
- 音楽 - 土屋玲子
- 美術 - 中根聡子
- 人形制作 - KINO4TA（バジリコFバジオ）
- 照明 - 林之弘
- 音響 - 堀江潤
- 衣装 - 山下和美
- ヘアメイク - 木村久美
- 演出助手 - 矢本翼子
- 舞台監督 - 佐川明紀
- 宣伝美術 - 山下浩介
- 宣伝写真 - 引地信彦
- 宣伝衣装 - 花谷律子
- 宣伝ヘアメイク - 黒木翔、菊池彩香
- 宣伝協力 - アッパース、東宝舞台、車杏里
- 票券 - 後藤まどか
- アシスタントプロデューサー - 蓬田恵美子
- プロデューサー - 池田道彦
- 主催 - イープラス
- 企画・製作 - アトリエ・ダンカン

### 公演日程（舞台2014年）
☆：終演後、アフタートークあり
| 2014年1月16日 | -     | 19:00  | 東京 | 本多劇場 |
| 1月17日       | -     | 19:00  | 東京 | 本多劇場 |
| 1月18日       | 14:00 | 19:00  | 東京 | 本多劇場 |
| 1月19日       | 13:00 | 17:00☆ | 東京 | 本多劇場 |
| 1月20日       | -     | 19:00  | 東京 | 本多劇場 |
| 1月21日       | -     | 19:00☆ | 東京 | 本多劇場 |
| 1月22日       | 14:00 | 19:00  | 東京 | 本多劇場 |
| 1月23日       | -     | 19:00  | 東京 | 本多劇場 |
| 1月24日       | -     | 19:00  | 東京 | 本多劇場 |
| 1月25日       | 14:00 | 19:00  | 東京 | 本多劇場 |
| 1月26日       | 14:00 | -      | 東京 | 本多劇場 |
| 2月08日       | -     | 18:00  | 京都 | 京都劇場 |

### 松竹版
2024年に松竹の製作により、東京、京都、名古屋の3都市で上演された。主役の下鴨矢三郎役は中村鷹之資と濱田龍臣のWキャストで演じられた。

### キャスト（舞台2024年）
- 下鴨矢三郎 - 中村鷹之資 / 濱田龍臣（Wキャスト）[60]
- 弁天 - 若月佑美[60]
- 下鴨矢一郎 - 渡部秀[60]
- 下鴨総一郎 / 夷川早雲 - 池田成志[60]
- 赤玉先生 - 相島一之[60]
- 下鴨桃仙 - 檀れい[60]
- 寿老人 / 金光坊 - 有川マコト[60]
- 金閣 - 盛隆二[60]
- 銀閣 - 谷山知宏[60]
- 淀川教授 - 林田一高[60]
- 夷川海星 - 鹿野真央[60]
- 下鴨矢二郎 - 佛淵和哉[60]
- 下鴨矢四郎 - 橋本偉成 / 徳山なお（Wキャスト）[60]
- 山口将太朗[60]、森川次朗[60]、罍陽子[60]、森本さくら[60]、仁田晶凱[60]、長谷川暢[60]、木原浩太[60]、河内優太郎[60]

### スタッフ（舞台2024年）
- 原作 - 森見登美彦（『有頂天家族』幻冬舎刊 ）[60]
- 脚本・演出 - G2[60]
- 美術 - 乘峯雅寛[60]
- 照明 - 髙見和義[60]
- 音楽 - かみむら周平[60]
- 音響 - 井上正弘[60]、原田耕児[60]
- 衣裳 - 髙木阿友子[60]
- ヘアメイク - miura[60]
- 映像 - 大鹿奈穂[60]、石原澄礼[60]
- 演出助手 - 相田剛志[60]
- 舞台監督 - 笹伸哉[60]

### 公演日程（舞台2024年）
☆：中村鷹之資 出演、★： 濱田龍臣 出演
| 2024年11月03日 | 11:30☆ | 16:00★ | 東京   | 新橋演舞場 |
| 11月04日       | 11:30★ | 16:00☆ | 東京   | 新橋演舞場 |
| 11月06日       | 11:30☆ | -      | 東京   | 新橋演舞場 |
| 11月07日       | 11:30☆ | 16:00★ | 東京   | 新橋演舞場 |
| 11月08日       | 11:30☆ | -      | 東京   | 新橋演舞場 |
| 11月09日       | 11:30★ | 16:00☆ | 東京   | 新橋演舞場 |
| 11月10日       | 11:30☆ | 16:00★ | 東京   | 新橋演舞場 |
| 11月11日       | 11:30★ | -      | 東京   | 新橋演舞場 |
| 11月16日       | 11:00★ | 15:30☆ | 京都   | 南座       |
| 11月17日       | 11:00☆ | 15:30★ | 京都   | 南座       |
| 11月19日       | 11:00★ | 15:30☆ | 京都   | 南座       |
| 11月20日       | 11:00★ | -      | 京都   | 南座       |
| 11月21日       | 11:00★ | 15:30☆ | 京都   | 南座       |
| 11月22日       | 11:00★ | 15:30★ | 京都   | 南座       |
| 11月23日       | 11:00☆ | -      | 京都   | 南座       |
| 11月30日       | 11:00★ | 15:30★ | 名古屋 | 御園座     |
| 12月01日       | 11:00★ | -      | 名古屋 | 御園座     |

## 人形芝居
人形劇団クラルテにより、2015年に第1作「有頂天家族」を原作とする全8回公演の人形芝居が大阪、神戸、京都の3会場で上演された。
2021年には第2作「有頂天家族 二代目の帰朝」を原作とする全12回公演の人形芝居が大阪で上演された。

### キャスト（人形芝居）
下鴨家　			
- 矢一郎（長男） - 宮本敦[63]
- 矢次郎（次男） - 奥村佳子[63]
- 矢三郎（三男） - 鶴巻靖子[63]
- 矢四朗（四男） - 竹内裕子[63]
- 母 - 永島梨枝子[63]
- 父・総一郎 - 西村和子[63]

夷川家
- 早雲 - 松原康弘[63]
- 金閣 - 梶川唱太[63]
- 銀閣 - 高平和子[63]
- 海星 - 荒木千尋[63]
- 夷川親衛隊 - 日高拍[63]

金曜倶楽部
- 弁天 - 荒木千尋[63]
- 寿老人 - 三木孝信[63]
- 恵比寿 - 梶川唱太[63]
- 大黒 - 宮本敦[63]
- 福禄寿 - 高平和子[63]
- 毘沙門 - 奥村佳子[63]
- 布袋（淀川教授） - 松原康弘[63]

天狗
- 如意ヶ嶽薬師坊 - 三木孝信[63]

### スタッフ（人形芝居）
|                  | 2015年 公演『有頂天家族』                   | 2021年 公演『有頂天家族 二代目の帰朝』                                                  |
| ---------------- | ------------------------------------------- | --------------------------------------------------------------------------------------- |
| 原作             | 森見登美彦(幻冬舎文庫)                      | 森見登美彦(幻冬舎文庫)                                                                  |
| 脚本             | 宮本敦                                      | 宮本敦                                                                                  |
| 演出             | 大谷賢治郎（company ma）                    | 大谷賢治郎（company ma）                                                                |
| 美術             | 永島梨枝子                                  | 永島梨枝子                                                                              |
| 音楽             | -                                           | 茨木新平                                                                                |
| 合唱指導         | -                                           | 信太美奈（桐朋学園芸術短期大学特任教授・昭和音楽大学講師）                              |
| 特殊効果         | 松原康弘                                    | -                                                                                       |
| 作詞             | 大谷賢治郎「納涼船の歌」                    | -                                                                                       |
| 作曲             | 青柳拓次(Little Creatures)                  | -                                                                                       |
| 照明             | 永山康英（永山照明事務所）                  | 永山康英（永山照明事務所）                                                              |
| 音響オペレーター | 茨木新平                                    | -                                                                                       |
| 舞台監督         | 梶川唱太                                    | 藤田光平                                                                                |
| 演出助手         | 奥洞昇                                      | -                                                                                       |
| 宣伝美術         | イラストレーション・タイトルロゴ 市岡颯紀   | イラスト 中川学（瑞泉寺） デザイン 泉屋宏樹（iD.）                                      |
| デジタル編集     | 大條一郎（WINDOW MILL）                     | -                                                                                       |
| 写真             | 田嶋哲（スタジオ・パール）                  | 田嶋哲（スタジオ・パール）                                                              |
| 制作             | 古賀恵子                                    | 古賀恵子 荒木千尋 高平和子                                                              |
| 協力             | 京都造形芸術大学情報デザイン研究所 叡山電鉄 | 幻冬舎 叡山電車                                                                         |
| 共演             | -                                           | 真山隼人(浪曲師/浪曲補筆) 沢村さくら(曲師)                                              |
| 舞台手話通訳者   | -                                           | 久保沢香菜 三田宏美                                                                     |
| 助成             | -                                           | 文化庁文化芸術振興費補助金（舞台芸術創造活動活性化事業） 独立行政法人日本芸術文化振興会 |
| 後援             | -                                           | 大阪市 一般社団法人 未来の会議                                                          |

### 公演日程（人形芝居）
| 2015年10月02日 | 14:00 | 19:00 | 大阪 | 大阪市こども文化センター |
| 10月03日       | 14:00 | 18:30 | 大阪 | 大阪市こども文化センター |
| 10月04日       | 14:00 | -     | 大阪 | 大阪市こども文化センター |
| 10月17日       | 14:00 | -     | 神戸 | 新神戸オリエンタル劇場   |
| 11月13日       | -     | 19:00 | 京都 | 京都府立文化芸術会館     |
| 11月14日       | 13:00 | -     | 京都 | 京都府立文化芸術会館     |

| 2021年10月03日 | 11:00 | 15:00 | 大阪 | 近鉄アート館 |
| 10月05日       | 11:00 | 15:00 | 大阪 | 近鉄アート館 |
| 10月06日       | 13:30 | 19:00 | 大阪 | 近鉄アート館 |
| 10月07日       | 13:30 | -     | 大阪 | 近鉄アート館 |
| 10月08日       | 13:30 | 19:00 | 大阪 | 近鉄アート館 |
| 10月09日       | 13:30 | -     | 大阪 | 近鉄アート館 |
| 10月10日       | 11:00 | 15:00 | 大阪 | 近鉄アート館 |